# Шанхайский кинофестиваль 1999
Четвёртый Шанхайский международный кинофестиваль прошёл в Шанхае (КНР) с 22 по 31 октября 1999 года. В фестивале участвовало 338 фильмов.

## Жюри
- У Игун (КНР)
- Паоло Вирци (Италия)
- Ясуо Фурухата (Япония)
- Кароль Буке (Франция)
- Park Kwang-su (Республика Корея)
- Станислав Ростоцкий (Россия)
- Чжэн Дунтянь (КНР)

## Победители
| Награда                          | Призёр                                                    | Страна         |
| -------------------------------- | --------------------------------------------------------- | -------------- |
| Лучший фильм                     | Пропаганда, режиссёр Синан Четин                          | Турция         |
| Серебряный кубок за лучший фильм | The Prompter                                              | Норвегия       |
| Лучшая режиссура                 | Ёдзи Ямада за фильм The New Voyage                        | Япония         |
| Лучшая мужская роль              | Ахмад Заки за фильм Laugh, So the Photo Will Be Beautiful | Египет         |
| Лучшая женская роль              | Ай Лия за фильм Чингисхан                                 | КНР            |
| Лучшая музыка                    | фильм Beastie Girl                                        | Австрия        |
| Лучшая технология                | фильм Сон в летнюю ночь                                   | США            |
| Специальная награда жюри         | фильм The Lunatics' Ball (режиссёр Michael Thorp)         | Новая Зеландия |